# 순릉 (고려 혜종)

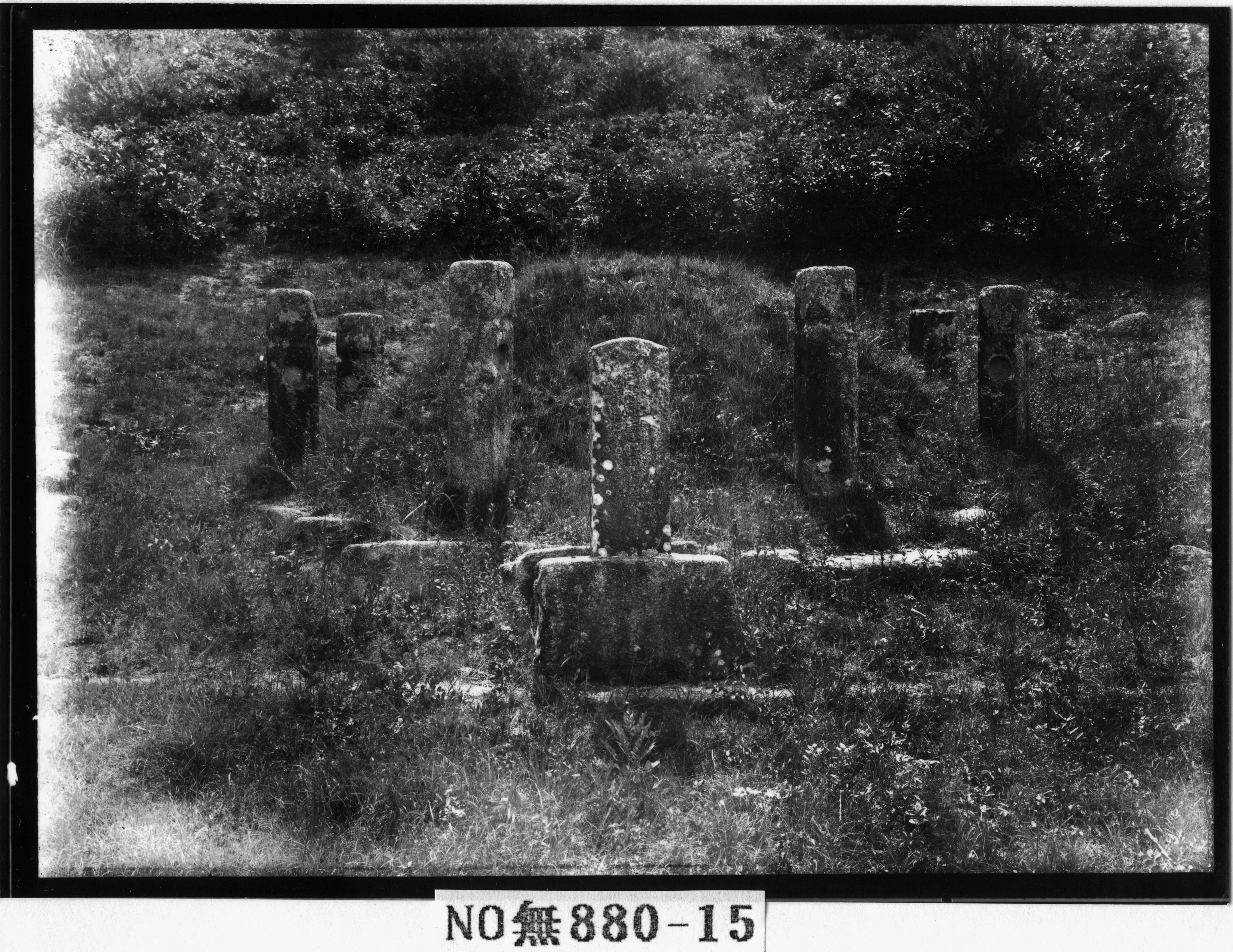
경기도 개성시에서 촬영된 순릉

순릉(順陵)은 개성시 고려동(현 개성시 룡흥리)에 위치한 고려 제2대 혜종과 혜종비 의화왕후 임씨의 능이다.